# Callimetopus rhombiferus
Callimetopus rhombiferus es una especie de escarabajo longicornio del género Callimetopus,  subfamilia Lamiinae. Fue descrita científicamente por Heller en 1913.
Se distribuye por Filipinas e Indonesia. Mide 13,5-17 milímetros de longitud.